# 중간사슬 트라이글리세라이드

3개의 중간사슬 지방산(파란색은 카프릴산, 빨간색은 카프르산)을 포함하는 중간사슬 트라이글리세라이드의 전형적인 예.

중간사슬 트라이글리세라이드(영어: medium-chain triglyceride, MCT)는 6~12개의 탄소 원자로 이루어진 지방족 꼬리를 갖는 2개 또는 3개의 지방산, 즉 중간사슬 지방산(영어: medium-chain fatty acid, MCFA)을 포함하고 있는 트라이글리세라이드이다. 중간사슬 트라이글리세라이드의 상업적 추출을 위한 풍부한 식품 공급원으로는 팜핵유와 코코넛유가 있다.

## 중간사슬 트라이글리세라이드의 공급원
중간사슬 트라이글리세라이드는 팜핵유와 코코넛유에서 발견되며 분별에 의해 분리될 수 있다. 중간사슬 트라이글리세라이드는 또한 에스터 교환에 의해 생성될 수 있다. 소매점에서 판매되는 중간사슬 트라이글리세라이드 분말은 녹말에 내재된 중간사슬 트라이글리세라이드 오일이므로 지방 외에 탄수화물이 포함되어 있다. 이것은 스프레이 건조로 제조된다.

## 중간사슬 지방산의 목록
| 지질수 | 명칭     | 명칭     | 염/에스터 명칭 | 염/에스터 명칭 | 화학식      | 화학식            | 질량 (g/mol) | 외관      | 화학 구조 |
| 지질수 | 일반명   | 계통명   | 일반명         | 계통명         | 분자식      | 구조식            | 질량 (g/mol) | 외관      | 화학 구조 |
| ------ | -------- | -------- | -------------- | -------------- | ----------- | ----------------- | ------------ | --------- | --------- |
| C6:0   | 카프로산 | 헥산산   | 카프로에이트   | 헥사노에이트   | C 6H 12O 2  | CH 3(CH 2) 4COOH  | 116.16       | 유성 액체 |           |
| C8:0   | 카프릴산 | 옥탄산   | 카프릴레이트   | 옥타노에이트   | C 8H 16O 2  | CH 3(CH 2) 6COOH  | 144.21       | 유성 액체 |           |
| C10:0  | 카프르산 | 데칸산   | 카프레이트     | 데카노에이트   | C 10H 20O 2 | CH 3(CH 2) 8COOH  | 172.26       | 흰색 결정 |           |
| C12:0  | 라우르산 | 도데칸산 | 라우레이트     | 도데카노에이트 | C 12H 24O 2 | CH 3(CH 2) 10COOH | 200.32       | 흰색 분말 |           |

중간사슬 지방산과 관련하여 상기 열거된 비가지사슬 지방산 외에 가지사슬 지방산도 존재한다.

## 활용

### 칼로리 제한
2020년에 식품과학 및 영양에 대한 비평의 체계적 문헌고찰 및 메타 분석은 중간사슬 트라이글리세라이드가 이후의 에너지 섭취를 감소시키지만 식욕에는 영향을 미치지 않는다는 증거를 뒷받침했다.

### 식이 관련성
여러 생물종의 젖에 대한 분자량 분석에 따르면 연구된 모든 생물종의 유지방은 주로 긴사슬 지방산(탄소 원자 수가 16 및 18)로 구성되어 있지만, 말, 소, 양, 염소의 젖에 있는 지방산의 약 10~20%는 중간사슬 지방산이었다.
일부 연구에 의하면 중간사슬 트라이글리세라이드가 과도한 칼로리 연소 과정에서 도움이 되어 체중 감량에 효과가 있다는 것을 보여주었다. 중간사슬 트라이글리세라이드는 또한 지방 산화를 촉진하고 음식 섭취를 줄이게 하는 것으로 보인다. 중간사슬 트라이글리세라이드는 일부 지구력 운동 선수와 보디빌딩 커뮤니티에서 권장되었다. 중간사슬 트라이글리세라이드의 건강 상의 이점이 있는 것처럼 보이지만 운동 수행 향상과의 연관성은 결정적이지 않다. 많은 연구에서 체중 감량 보충제로 중간사슬 트라이글리세라이드 오일을 사용하는 것을 지지하지만, 이러한 주장에 대해 논란이 없는 것은 아니다. 거의 동일한 수가 결정적이지 않은 결과를 발견했기 때문이다.
제약 관련성
중간사슬 트라이글리세라이드는 용액, 액체 현탁액 및 유제용 지질 기반 약물 전달 시스템, 크림, 연고, 젤, 폼 및 좌약에서 사용될 수 있다. 중간사슬 트라이글리세라이드는 또한 연질 젤의 용매 및 액체 유성 윤활제로 사용하기에 적합하다. 제약 등급 중간사슬 트라이글리세라이드(MCT)의 브랜드명에는 콜리솔브 MCT 70(Kollisolv MCT 70)이 포함된다.

### 의료 관련성
중간사슬 트라이글리세라이드는 긴사슬 지방산이나 매우 긴사슬 지방산과 같은 변형이 필요없이 위장관계에서 문맥계로 수동적으로 확산(더 긴 지방산은 림프계로 흡수됨)된다. 또한 중간사슬 트라이글리세라이드는 소화를 위해 담즙산을 필요로 하지 않는다. 중간사슬 트라이글리세라이드는 흡수, 사용 또는 저장에 에너지를 필요로 하지 않기 때문에 영양실조, 흡수장애 또는 특정 지방산 대사 장애가 있는 환자는 중간사슬 트라이글리세라이드로 치료한다.
중간사슬 트라이글리세라이드는 일반적으로 인체에서 대사하기가 비교적 쉬운 생물학적으로 좋은 비활성 에너지원으로 간주된다. 중간사슬 트라이글리세라이드는 단백질 대사에 잠재적으로 유익한 특성을 가지고 있지만 케톤체 생성 및 대사성 산증을 유도하는 경향이 있다고 보고되어 일부 상황에서는 사용이 금지될 수 있다. 그러나 정상 섭취와 관련된 수준에서 중간사슬 트라이글리세라이드를 사용하는 경우 케톤산증 또는 케톤혈증의 위험이 없고, 적당히 상승된 혈액의 케톤이 뇌전증에 대한 효과적인 치료가 될 수 있음을 보여주는 다른 증거가 있다.
몸에 빠르게 흡수되는 능력 때문에 중간사슬 트라이글리세라이드는 다양한 흡수 장애 질환의 치료에 사용된다. 저지방 식이를 통한 중간사슬 트라이글리세라이드의 보충은 발트만병 치료의 초석으로 설명되었다. 중간사슬 트라이글리세라이드는 일부 국가에서 일부 특수 비경구 영양 에멀젼의 성분이다. 연구는 또한 케톤체생성 식이 요법을 통해 뇌전증에 대한 유망한 결과를 보여주었다.

### 기술적 용도
중간사슬 트라이글리세라이드(MCT)는 다른 지방에 비해 순하고 긴사슬 트라이글리세라이드(LCT)만큼 빨리 맛이 변하지 않는다. 중간사슬 트라이글리세라이드는 또한 긴사슬 트라이글리세라이드보다 극성이다. 이러한 특성 때문에 중간사슬 트라이글리세라이드는 향미료, 경구용 의약품, 비타민에 대한 운반체 오일 또는 용매로 널리 사용된다.

## 같이 보기
- 트라이글리세라이드
- 지방산
- 카복실산 목록
- 케톤체생성 식이
- 포화 지방산 목록

## 더 읽을거리
- Nagao, K.; Yanagita, T. (2010). “Medium-chain fatty acids: Functional lipids for the prevention and treatment of the metabolic syndrome”. 《Pharmacological Research》 61 (3): 208–212. doi:10.1016/j.phrs.2009.11.007. PMID 19931617.
- Aoyama, T; Nosaka, N; Kasai, M (2007). “Research on the nutritional characteristics of medium-chain fatty acids”. 《The Journal of Medical Investigation》 54 (3–4): 385–388. doi:10.2152/jmi.54.385. PMID 17878693. S2CID 905470.
- Bach André C.; Babayan Vigen K (1982). “Medium-chain triglycerides: an update”. 《The American Journal of Clinical Nutrition》 36 (5): 950–962. doi:10.1093/ajcn/36.5.950. PMID 6814231.
- Babayan, VK (1987). “Medium chain triglycerides and structured lipids”. 《Lipids》 22 (6): 417–420. doi:10.1007/BF02537271. PMID 3112486. S2CID 3942399.
- Heydinger, Jenifer A., Dilip K. Nakhasi (1996). “Medium Chain Triacylglycerols”. 《Journal of Food Lipids》 3 (4): 251–257. doi:10.1111/j.1745-4522.1996.tb00072.x.
- Kaunitz, H. (1986). “Medium chain triglycerides (MCT) in aging and arteriosclerosis”. 《Journal of Environmental Pathology, Toxicology and Oncology》 6 (3–4): 115–121. PMID 3519928.
- Labarthe, F. O.; Gélinas, R.; Des Rosiers, C. (2008). “Medium-chain Fatty Acids as Metabolic Therapy in Cardiac Disease”. 《Cardiovascular Drugs and Therapy》 22 (2): 97–106. doi:10.1007/s10557-008-6084-0. PMID 18253821. S2CID 25297875.